# Cloyes-sur-le-Loir
Cloyes-sur-le-Loir is een plaats en voormalige gemeente in het Franse departement Eure-et-Loir in de regio Centre-Val de Loire en telt 2636 inwoners (1999). De plaats maakt deel uit van het arrondissement Châteaudun en is sinds 1 januari 2017 de hoofdplaats van de op die dag gevormde commune nouvelle Cloyes-les-Trois-Rivières.

## Geografie
De oppervlakte van Cloyes-sur-le-Loir bedraagt 19,8 km², de bevolkingsdichtheid is 133,1 inwoners per km².
De onderstaande kaart toont de ligging van Cloyes-sur-le-Loir met de belangrijkste infrastructuur en aangrenzende gemeenten.

## Demografie
Onderstaande figuur toont het verloop van het inwonertal (bron: INSEE-tellingen).